# André-Jean Trinité-Schillemans
André-Jean Trinité-Schillemans (Mérignac, 29 novembre 1890-Dans la Manche, 25 juin 1917), est un officier de la Marine française. 

## Biographie
Il entre à l’École navale en octobre 1908 et en sort aspirant en octobre 1910. Il sert alors dans l'escadre de la Méditerranée sur l' Edgar-Quinet. Enseigne de vaisseau de 2e classe (octobre 1911) puis de 1re classe (octobre 1913), il devient officier de manœuvre puis officier canonnier sur la Fourche en armée navale. 
En mars 1914, il passe sur le Bouclier et prend part aux opérations en mer Adriatique. Second du navire (1916) en patrouille sur les bancs de Flandre, il reçoit en février 1917 le commandement d'une équipe chargée de lutter contre les sous-marins avec des bateaux-pièges munis d'une artillerie dissimulée. Sur le voilier Normandy, il patrouille ainsi à l'entrée de la Manche et, le 25 juin 1917, doit engager le combat avec un sous-marin allemand. Il est tué pendant l'action quelques minutes avant la destruction du sous-marin. 
Cité à l'ordre de l'armée, il est nommé chevalier de la Légion d'honneur à titre posthume. Il est déclaré « Mort pour la France »